# 13 Minutes to the Moon
13 Minutes to the Moon är en podcastdokumentär producerad av BBC World Service och utgiven av BBC inför månlandningens femtioårsjubileum. Serien som består av tolv delar följer avgörande delar av Apolloprogrammet upp till månlandningen. Serien syftar till att ge lyssnaren den kunskapen som behövs för att kunna tolka vad som händer under de sista 13 minuterna till landning. Det är under denna delen av uppdraget som majoriteten av de kända problemen runt Apollo 11 inträffade. Rapporteringen fokuserar på tekniken i månlandaren Eagle och raketen Saturn samt hur astronauterna interagerade med den. Musiken för dokumentären är producerad av producenten Hans Zimmer och var det första podcast- och radioprojektet i hans karriär. Programledare var Kevin Fong.
Podcasten var en av de första djupdykningarna som skapade en helhetsbild kring de kända 13 minuterna till landning. I början av 2020 hade podcasten över 2 600 omdömen på Apple podcasts USA med ett snittbetyg på 4,7 av 5. I Sverige var snittbetyget 5 av 5 med 41 betyg.